# العلاقات الأندورية الليبية
العلاقات الأندورية الليبية هي العلاقات الثنائية التي تجمع بين أندورا وليبيا.

## مقارنة بين البلدين
هذه مقارنة عامة ومرجعية للدولتين:
| وجه المقارنة                                              | أندورا                                                     | ليبيا                                       |
| --------------------------------------------------------- | ---------------------------------------------------------- | ------------------------------------------- |
| المساحة (كم2)                                             | 468                                                        | 1.76 مليون                                  |
| عدد السكان (نسمة)                                         | 76.18 ألف                                                  | 6.37 مليون                                  |
| الكثافة السكانية (ن./كم²)                                 | 16.28 ألف                                                  | 3.62                                        |
| العاصمة                                                   | أندورا لا فيلا                                             | طرابلس                                      |
| اللغة الرسمية                                             | اللغة الكتالونية                                           | اللغة العربية، اللغة العربية الفصحى الحديثة |
| العملة                                                    | يورو                                                       | دينار ليبي                                  |
| الناتج المحلي الإجمالي (بليون دولار)                      | 3.01 مليار                                                 | 50.98 مليار                                 |
| الناتج المحلي الإجمالي (تعادل القوة الشرائية) بليون دولار |                                                            | 69.32 مليار                                 |
| الناتج المحلي الإجمالي الاسمي للفرد دولار أمريكي          |                                                            |                                             |
| الناتج المحلي الإجمالي للفرد دولار أمريكي                 |                                                            | 15.60 ألف                                   |
| مؤشر التنمية البشرية                                      | 0.858                                                      | 0.724                                       |
| رمز المكالمات الدولي                                      | +376                                                       | +218                                        |
| رمز الإنترنت                                              | .ad                                                        | .ly                                         |
| المنطقة الزمنية                                           | ت ع م+01:00، توقيت وسط أوروبا، ت ع م+02:00، أوروبا/أندورا ‏ | ت ع م+02:00، توقيت شرق أوروبا               |

## منظمات دولية مشتركة
يشترك البلدان في عضوية مجموعة من المنظمات الدولية، منها:
| علم المنظمة | اسم المنظمة                   | تاريخ انضمام أندورا | تاريخ انضمام ليبيا |
| ----------- | ----------------------------- | ------------------- | ------------------ |
|             | الاتحاد الدولي للاتصالات      | 12 نوفمبر 1993      | 3 فبراير 1953      |
|             | منظمة حظر الأسلحة الكيميائية  | ?                   | ?                  |
|             | يونسكو                        | 20 أكتوبر 1993      | 27 يونيو 1953      |
|             | الأمم المتحدة                 | 28 يوليو 1993       | 14 ديسمبر 1955     |
|             | منظمة الشرطة الجنائية الدولية | ?                   | ?                  |

## وصلات خارجية
- موقع وزارة الخارجية الأندورية
- موقع وزارة الخارجية الليبية